# Marybell Katastrophy
Marybell Katastrophy er en musikgruppe fra Danmark dannet i 2006.

## Baggrund
Bandet modtog i 2009 en Steppeulv som "Årets Orkester".

## Diskografi
- This Is The One (EP, 2007)
- You Are The Two (EP, 2008)
- The More (Album, 2008)
- Amygdala (Album, 2011)